# Strahlengriffel
Die Strahlengriffel (Actinidia) sind eine Pflanzengattung innerhalb der Familie der Strahlengriffelgewächse (Actinidiaceae). Von wenigen Arten dieser Gattung stammen die Sorten, die das Obst Kiwifrüchte liefern, der überwiegende Teil von Actinidia deliciosa.

## Beschreibung

### Vegetative Merkmale
Die Actinidia-Arten sind Lianen. Die oberirdischen Pflanzenteile sind mit einfachen oder sternförmigen Trichomen behaart oder unbehaart. Es sind meist Lentizellen vorhanden. Die kleinen Winterknospen können von der geschwollenen Basis der Blattstiele umhüllt sein.
Die Laubblätter sind in oft lange Blattstiele und Blattspreiten gegliedert. Die einfachen Blattspreiten sind papierartig, häutig oder ledrig. Der Blattrand ist glatt, gezähnt oder gesägt. Nebenblätter sind nur winzig oder fehlen.

### Generative Merkmale
Die Blüten stehen einzeln oder zu wenigen bis vielen in seitenständigen zymösen Blütenständen zusammen. Es sind winzige Deckblätter vorhanden. Die Arten sind zweihäusig getrenntgeschlechtig (diözisch) oder einhäusig mit zwittrigen Blüten. Die Blüten sind meist fünfzählig mit doppelter Blütenhülle (Perianth). Die Knospendeckung von Kelch- wie Kronblättern ist dachziegelig (imbricat). Die (zwei bis sechs) meist fünf Kelchblätter können an ihrer Basis verwachsen sein. Die (vier bis mehr als fünf) meist fünf Kronblätter sind meist weiß oder rosafarben, seltener rot, gelb oder grün. Es sind viele Staubblätter vorhanden. Die Staubfäden sind schmal. Die funktional weiblichen Blüten besitzen oft Staminodien mit verkürzten Staubfäden, funktional männliche Blüten besitzen rudimentäre Griffel. Die gelben, braunen, purpurfarbenen oder fast schwarzen Staubbeutel aus zwei Theken öffnen sich mit Schlitzen. 15 bis 30 Fruchtblätter sind zu einem eiförmigen, zylindrischen oder flaschenförmigen, vielkammerigen Fruchtknoten verwachsen und kann behaart oder glatt sein. Jede Fruchtknotenkammer enthält viele Samenanlagen. Es sind gleich viele freie Griffel wie Fruchtblätter vorhanden.
Es werden glatte oder behaarte, fleischige, runde, eiförmige bis längliche Beeren mit zahlreichen Samen gebildet. Die winzigen, länglichen Samen enthalten einen vergleichsweise großen, zylindrischen, geraden Embryo und zwei kurze Keimblätter (Kotyledone).

## Verbreitung und Nutzung
Heimisch ist die Gattung Actinidia in Ostasien, das Areal reicht von Sachalin über Ostsibirien, Japan, Korea und China bis zum Himalaja und Malaysia. Sorten einiger Arten werden als Obst angebaut, beispielsweise der Scharfzähnige Strahlengriffel (Actinidia arguta) und die beiden chinesischen Strahlengriffel (Actinidia chinensis und Actinidia deliciosa).

## Systematik
Die Gattung Actinidia wurde 1836 durch John Lindley in A Natural System of Botany, Zweite Auflage, S. 439 mit der Typusart Actinidia callosa Lindl. aufgestellt. Synonyme für Actinidia Lindl. sind: Heptaca Lour., Kalomikta Regel, Trochostigma Sieb. & Zucc.
Die Gattung Actinidia wird in vier Sektionen und Serien gegliedert und enthält insgesamt zwischen 55 und 60 Arten (Auswahl):

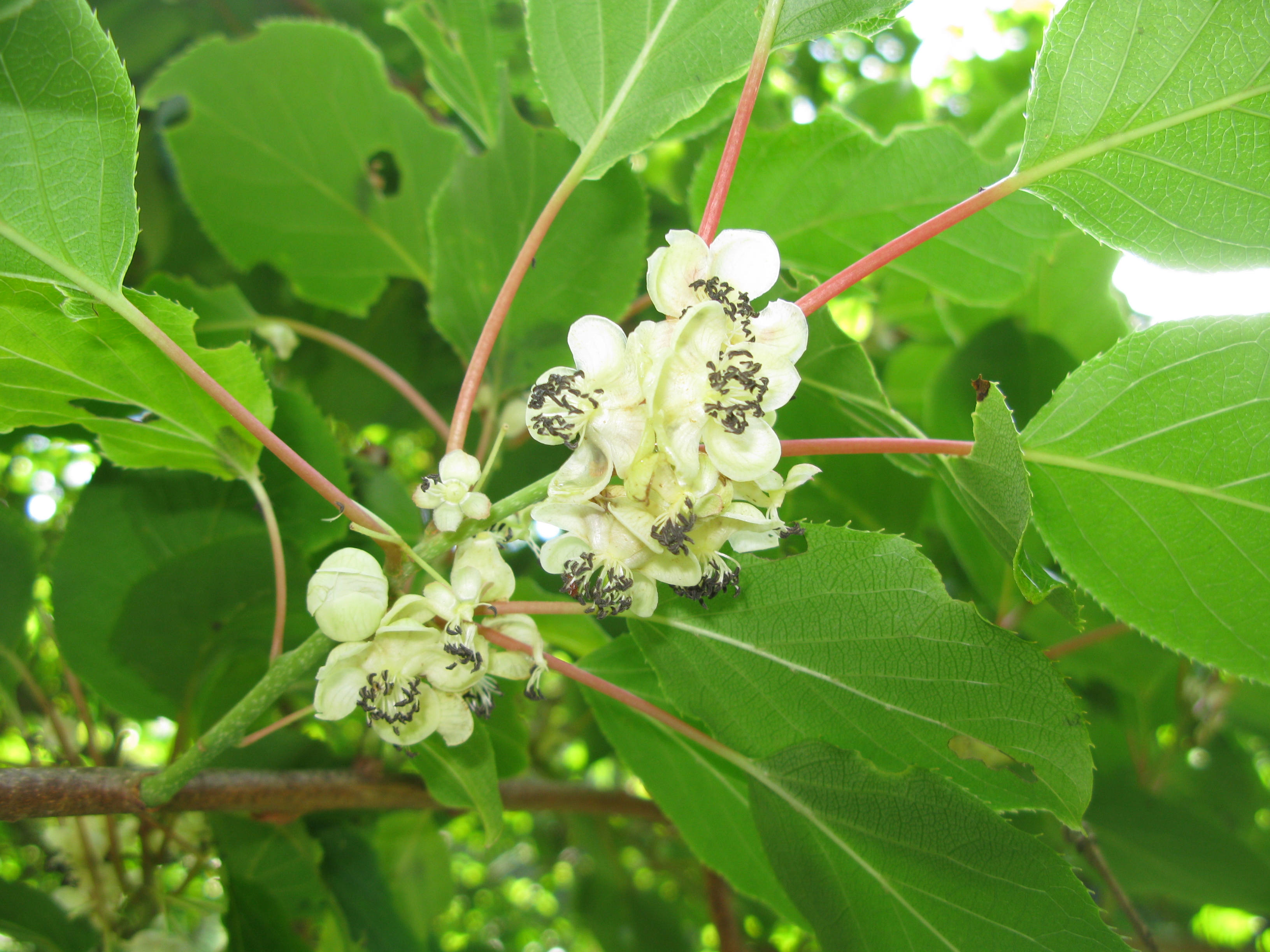
Actinidia arguta in Blüte

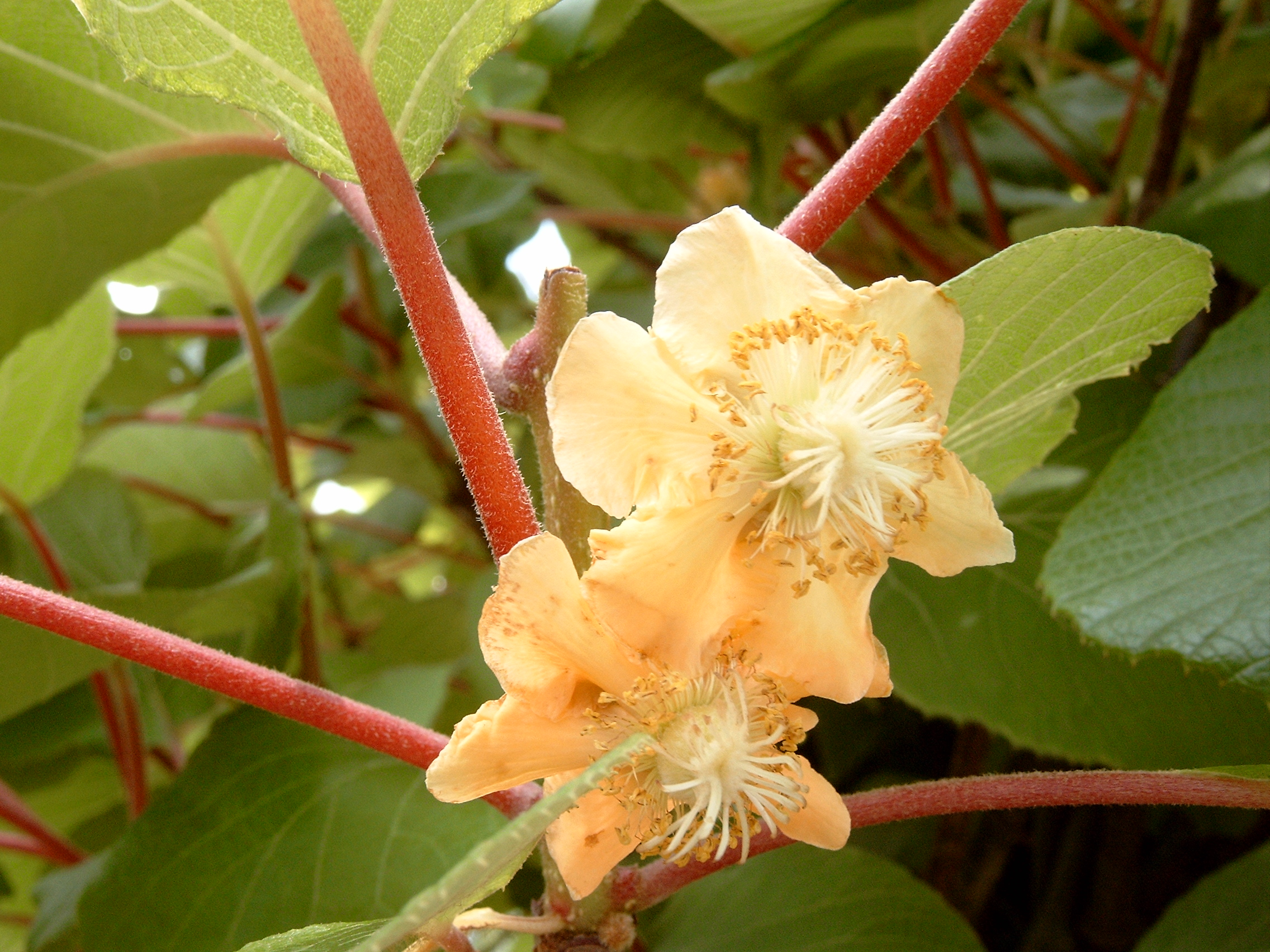
Actinidia chinensis blühend

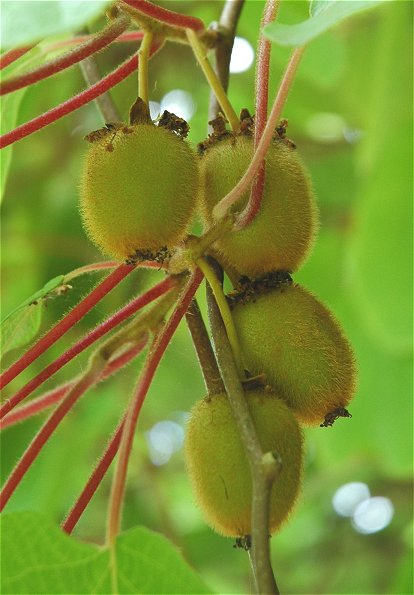
Actinidia chinensis fruchtend

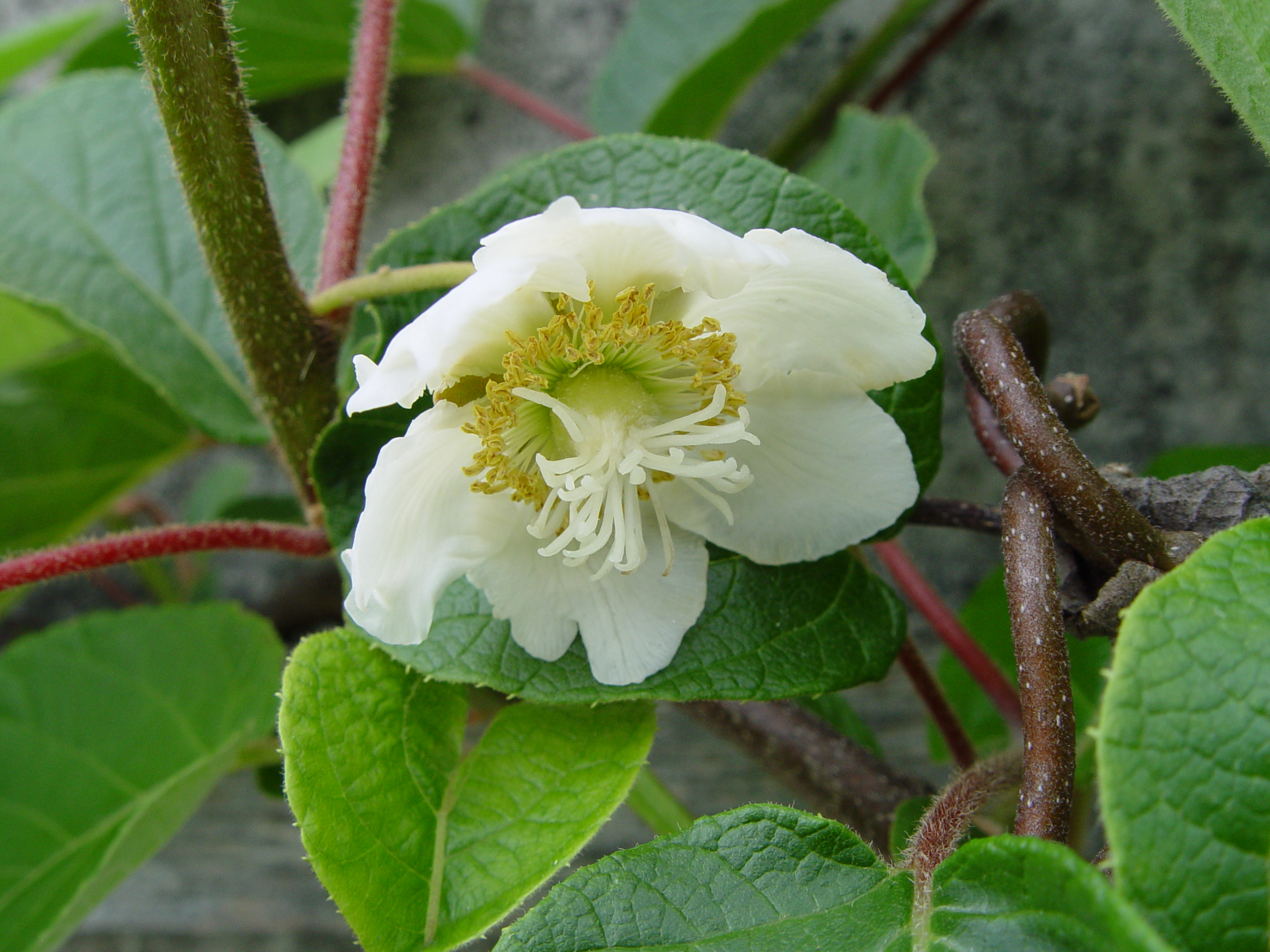
Actinidia deliciosa

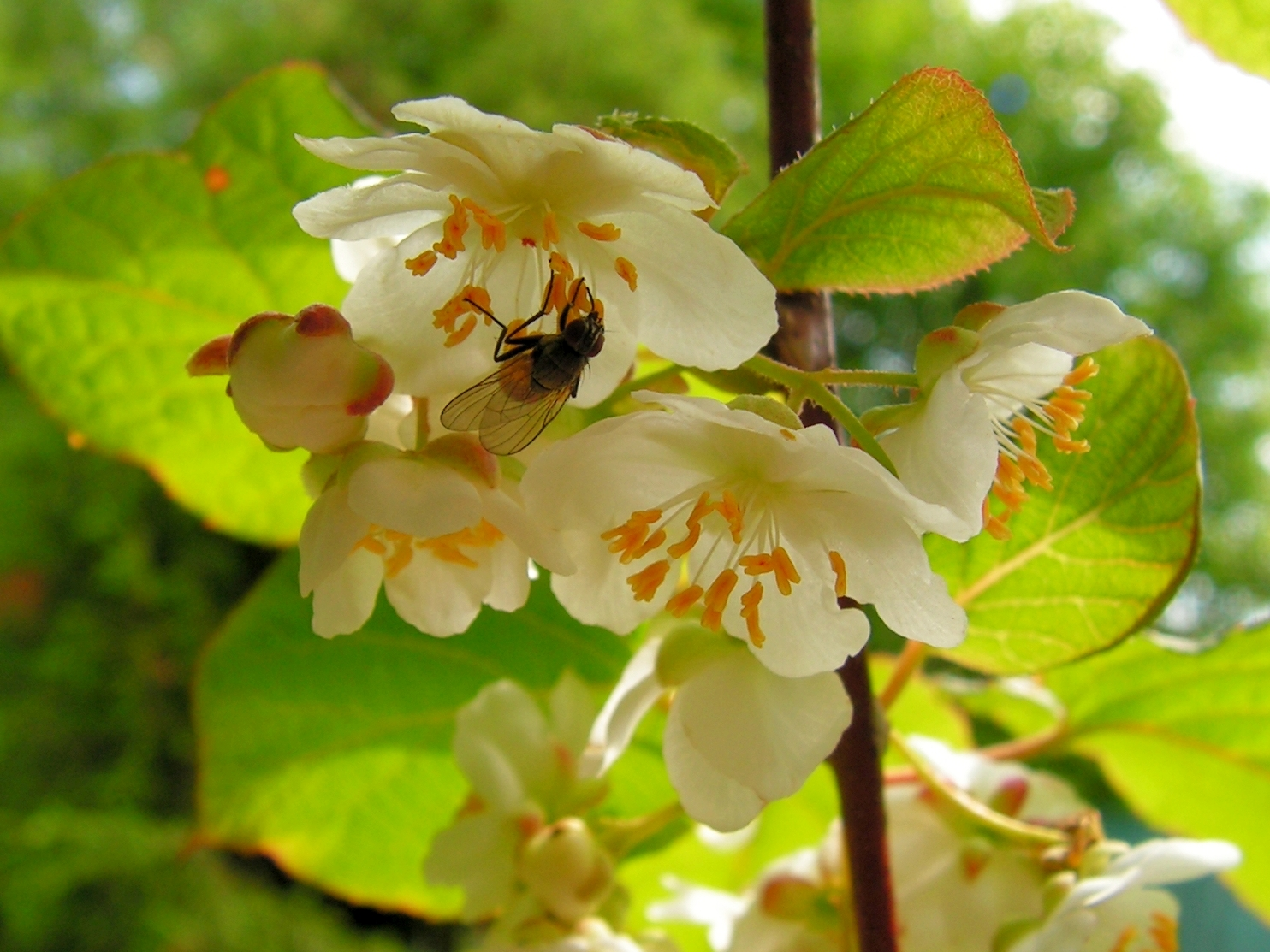
Actinidia kolomikta

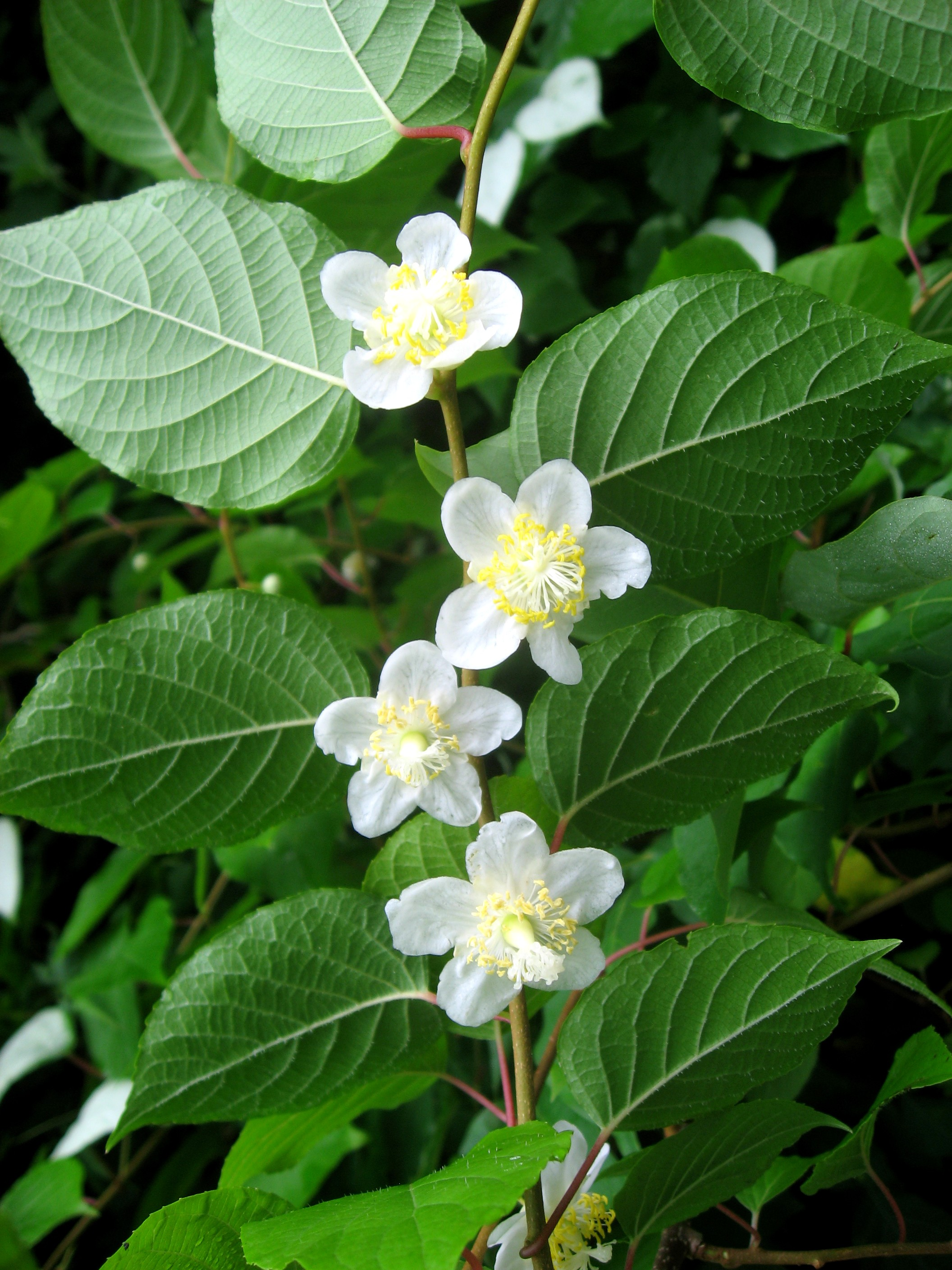
Actinidia polygama

- Sektion Actinidia (Syn.: Sektion Maculatae):
  - Actinidia callosa Lindl.: Sie kommt in Indien, Nepal, Bhutan, Taiwan, Tibet und in China vor. Es gibt mehrere Unterarten.[2]
  - Actinidia chrysantha C.F.Liang: Sie gedeiht in Höhenlagen von 900 bis 1300 Metern in den chinesischen Provinzen Guangdong, Guangxi, Hunan sowie Jiangxi.[2]
  - Actinidia cylindrica C.F.Liang: Die zwei Varietäten gedeihen in Höhenlagen von 400 bis 800 Metern nur in Guangxi.[2]
  - Actinidia fasciculoides C.F.Liang: Die drei Varietäten gedeihen in Höhenlagen von 400 bis 1500 Metern in den chinesischen Provinzen Guangxi sowie Yunnan.[2]
  - Actinidia fortunatii Finet & Gagnep. (Syn.: Actinidia asymmetrica F.Chun, Actinidia glaucophylla F.Chun, Actinidia gracilis C.F.Liang): Sie gedeiht in Höhenlagen von etwa 1000 Metern in den chinesischen Provinzen Guangdong, Guangxi, Guizhou sowie Hunan.[2]
  - Actinidia glaucocallosa C.Y.Wu: Sie gedeiht in Höhenlagen von 2300 bis 2800 Metern nur in Yunnan.[2]
  - Actinidia indochinensis Merr.: Die etwa zwei Varietäten kommen im nördlichen Vietnam und in den chinesischen Provinzen Fujian, Guangdong, Guangxi sowie Yunnan vor.[2]
  - Actinidia laevissima C.F.Liang: Sie gedeiht in Höhenlagen von 800 bis 2000 Metern in den chinesischen Provinzen Guizhou (Jiangkou) und Hubei (nur in Xuan’en).[2]
  - Actinidia rubricaulis Dunn (Syn.: Actinidia coriacea (Finet & Gagnep.) Dunn): Die etwa zwei Varietäten kommen in China und Thailand vor.[2]
  - Actinidia sabiifolia Dunn: Sie gedeiht in Höhenlagen von über 1000 Metern in den chinesischen Provinzen Anhui, Fujian, Hunan sowie Jiangxi.[2]
  - Actinidia trichogyna Franch.: Sie gedeiht in Bergwäldern in Höhenlagen von 1000 bis 1800 Metern in den chinesischen Provinzen Chongqing (Chengkou, Wushan, Wuxi), Guizhou (nur Yanhe), Hubei (Hefeng, Lichuan), Hunan, Jiangxi (Jingdezhen, Lichuan), Sichuan (nur Wanyuan).[2]
  - Actinidia ulmifolia C.F.Liang: Dieser Endemit gedeiht in Bergwäldern in Höhenlagen von etwa 900 Metern in Sichuan nur im Kreis Pingshan.[2]
  - Actinidia umbelloides C.F.Liang: Die zwei Varietäten gedeihen in Mischwäldern in Höhenlagen von 1800 bis 2000 Metern in Yunnan.[2]
  - Actinidia venosa Rehder: Sie kommt in Sichuan, Yunnan und Tibet in Höhenlagen von 1200 bis 2400 Metern vor.[2]
- Sektion Leiocarpae:
Serie Lamellatae C.F.Liang:
  - Scharfzähniger Strahlengriffel (Actinidia arguta (Sieb. & Zucc.) Planch. ex Miq.)
  - Actinidia kolomikta (Maxim. & Rupr.) Maxim.
  - Actinidia melanandra Franch.: Sie kommt in China vor.[2]
  - Actinidia rufa (Sieb. & Zucc.) Planch. ex Miq.: Sie kommt in Taiwan, Japan und in Korea vor.[2]
  - Actinidia tetramera Maxim.: Sie kommt in China in Höhenlagen von 1100 bis 2700 Metern vor.[2]

Serie Solidae C.F.Liang:
  - Actinidia macrosperma C.F.Liang: Sie kommt in China vor.[2]
  - Actinidia polygama (Sieb. & Zucc.) Maxim.: Sie kommt in China, Japan, Korea und Russland vor.[2]
  - Actinidia valvata Dunn: Sie kommt in China vor.[2]
- Sektion Stellatae:
Serie Imperfectae C.F.Liang:
  - Actinidia grandiflora C.F.Liang: Sie kommt in Sichuan vor.[2]
  - Actinidia obovata Chun ex C.F.Liang: Sie kommt in China vor.[2]
  - Actinidia pilosula (Finet & Gagnep.) Stapf ex Hand.-Mazz.: Sie kommt in Yunnan vor.[2]
  - Actinidia sorbifolia C.F.Liang: Sie kommt in China vor.[2]
  - Actinidia stellatopilosa C.Y.Chang: Sie kommt in China vor.[2]

Serie Perfectae C.F.Liang:
  - Actinidia chinensis Planch.: Sie kommt in China vor.[2]
  - Actinidia deliciosa (A.Chev.) C.F.Liang & A.R.Ferguson
  - Actinidia eriantha Benth. (Syn.: Actinidia lanata Hemsl.): Sie kommt in China vor.[2]
  - Actinidia farinosa C.F.Liang: Sie kommt in Guangxi vor.[2]
  - Actinidia fulvicoma Hance: Sie kommt in China vor.[2]
  - Actinidia lanceolata Dunn: Sie kommt in China vor.[2]
  - Actinidia latifolia (Gardner & Champ.) Merr.: Sie kommt in China, Taiwan, Thailand, Malaysia, Kambodscha, Laos und Vietnam vor.[2]
  - Actinidia liangguangensis C.F.Liang: Sie kommt in China vor.[2]
  - Actinidia rufotricha C.Y.Wu: Sie kommt in China vor.[2]
  - Actinidia setosa (H.L.Li) C.F.Liang & A.R.Ferguson
  - Actinidia styracifolia C.F.Liang: Sie kommt in China vor.[2]
  - Actinidia suberifolia C.Y.Wu: Sie kommt in Yunnan vor.[2]
- Sektion Strigosae:
  - Actinidia chengkouensis C.Y.Chang: Sie kommt in China vor.[2]
  - Actinidia hemsleyana Dunn (Syn.: Actinidia kengiana F.P.Metcalf): Sie kommt in China vor.[2]
  - Actinidia henryi Dunn (Syn.: Actinidia carnosifolia C.Y.Wu): Sie kommt in China in Höhenlagen zwischen 1400 und 2500 Metern vor.[2]
  - Actinidia holotricha Finet & Gagnep.: Sie kommt in Yunnan vor.[2]
  - Actinidia melliana Hand.-Mazz.: Sie kommt in China vor.[2]
  - Actinidia rubus H.Lév.: Sie kommt in Yunnan und in Sichuan in Höhenlagen zwischen 2000 und 2100 Metern vor.[2]
  - Actinidia rudis Dunn: Sie kommt in Yunnan in Höhenlagen von 1200 bis 2300 Metern vor.[2]
  - Actinidia strigosa Hook. f. & Thomson: Sie kommt in Indien, Nepal und Bhutan vor.[1]
  - Actinidia vitifolia C.Y.Wu: Sie kommt in Sichuan und Yunnan vor.[2]